# L'école des femmes
Escola de mulheres (no original em francês, L'école des femmes) é uma peça teatral de autoria de Molière. O enredo se passa em pleno século XVII e a comédia trata da infidelidade conjugal. Foi apresentada pela primeira vez em 26 de dezembro de 1662. Devido às enormes críticas que sofreu esta peça, Molière escreveu A Crítica à Escola de Mulheres (Le critique de L'école des femmes).

## Personagens
- Alan (servo)
- Arnolfo
- Crisaldo (amigo)
- Georgete (serva)
- Horácio
- Inês

## Sinopse

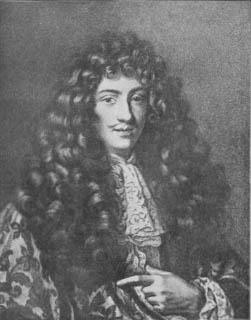
Molière - Stadsschouwburg 1904-1905.

Trata de um solteirão, Arnolfo, que sempre fora o algoz dos maridos traídos de Paris, denunciando-lhes as desventuras. Aos quarenta anos, ele querendo casar-se, porém temendo ser traído, escolhe Inês, uma menina que criara desde os quatro anos de idade, precavendo-se para que lhe ensinassem somente o que pudesse torná-la o mais burra possível. Esta, contudo, apesar das precauções de Arnolfo apaixona-se por um rapaz, Horácio, que toma Arnolfo por amigo e lhe conta suas desventuras amorosas, sem saber que Arnolfo era quem trancafiava sua amada. No final, os pais de ambos os jovens, que tinham prometido mutuamente os filhos, aparecem para dar um bom fim à intriga.
O quadro de personagens fecha-se com Crisaldo, um amigo de Arnolfo, de cujo casamento este sempre fala mal, e Alan e Georgete, servos de Arnolfo, que mais atrapalham que ajudam seu amo.